# О-де-Сель
О-де-Сель (фр. Ô-de-Selle) — муніципалітет у Франції, у регіоні О-де-Франс, департамент Сомма. О-де-Сель утворено 1 січня 2019 року шляхом злиття муніципалітетів Леї, Невіль-ле-Леї i Тіюа-ле-Конті. Адміністративним центром муніципалітету є Леї. Населення — 1159 осіб (01.01.2021).